# Det Centrale Fingeraftryksregister
Det Centrale Fingeraftryksregister eller blot Fingeraftryksregistret, tidligere også Rigspolitichefens Centrale Fingeraftryksregister, er et dansk register over fingeraftryk, der blev oprettet af Rigspolitiet i 1949 med henblik på at kunne identificere personer.
Registret indeholder registreringer tilbage fra begyndelsen af 1950'erne. Ligesom DNA-profil-registret fungerer det som et internt register, men var frem til 2022 ikke direkte hjemlet i lov.
I stedet har registret været reguleret af de generelle databeskyttelsesregler samt af en forskrift fra Justitsministeriet, der dog bortfaldt med persondatalovens ikrafttræden i 2000. I vidt omfang følges samme regler som for dna-profil-registret.
Der er opført cirka 250.000 fingeraftryk i registret.

## Registrets opbyning
Registrets aftryk er inddelt i filer for henholdsvis personaftryk og sporaftryk. Fingeraftryksregisterets filer er opdelt i fire kategorier:
- A-filer: Identificerede personaftryk, som politiet har optaget efter retsplejelovens kapitel 72 i forbindelse med efterforskning. A-filen består desuden af identificerede personaftryk, som er optaget efter udleveringslovens § 33.
- B-filer: Identificerede personaftryk, der er optaget i henhold til udlændingelovens § 40 a.
- C-filer: Identificerede personaftryk fra ikke-sigtede personer, såsom forurettede og vidner. Disse aftryk optages med samtykke fra pågældende person og registreres kun midlertidigt for at kunne fastslå, hvilke aftryk der stammer fra henholdsvis gerningspersonen, forurettede og vidner.
- S-filer: Uidentificerede personaftryk, som er sikret som spor i forbindelse med politiets efterforskning (sporaftryk).

Der registreres i tilknytning til et identificeret personaftryk navn, personnummer, køn og nationalitet på den person, som aftrykket er optaget fra. Derudover registreres en række øvrige relevante oplysninger, såsom dato og journalnummer.